# 福岡県道775号本吉小川線
福岡県道775号本吉小川線（ふくおかけんどう775ごう もとよしおがわせん）は、福岡県みやま市を通る一般県道である。

## 概要
みやま市瀬高町本吉からみやま市瀬高町小川に至る。
本吉小川線（バイパス）および瀬高インター関連として、九州自動車道 みやま柳川ICの設置および同ICへのアクセス道路として、この県道のバイパス（延長2,206 m）が国道443号吉井交差点から同ICを結ぶように計画され、同ICの供用に先立って2009年（平成21年）3月26日全線開通した。このバイパスは実質的に国道443号三橋瀬高バイパスの延長のかたちとなり、これによって瀬高地域のみならず柳川市、さらには大川市方面からの同ICへのスムーズなアクセスが担保される。
西側からしばらくみやま市街を通ると、路線のほぼ中間で九州新幹線の高架橋をくぐる。これより東側は清水山を眼前に臨むのどかな田園地帯を通り、九州自動車道をくぐった先の清水山の麓で福岡県道774号飯江長田線交点に至る。同町の清水寺および国指定名勝本坊庭園へのアクセス道路のひとつである。

### 路線データ
- 起点：福岡県みやま市瀬高町本吉（福岡県道774号飯江長田線交点）
- 終点：福岡県みやま市瀬高町小川（吉井交差点、国道443号交点）
- 延長：2.2 km

## 地理

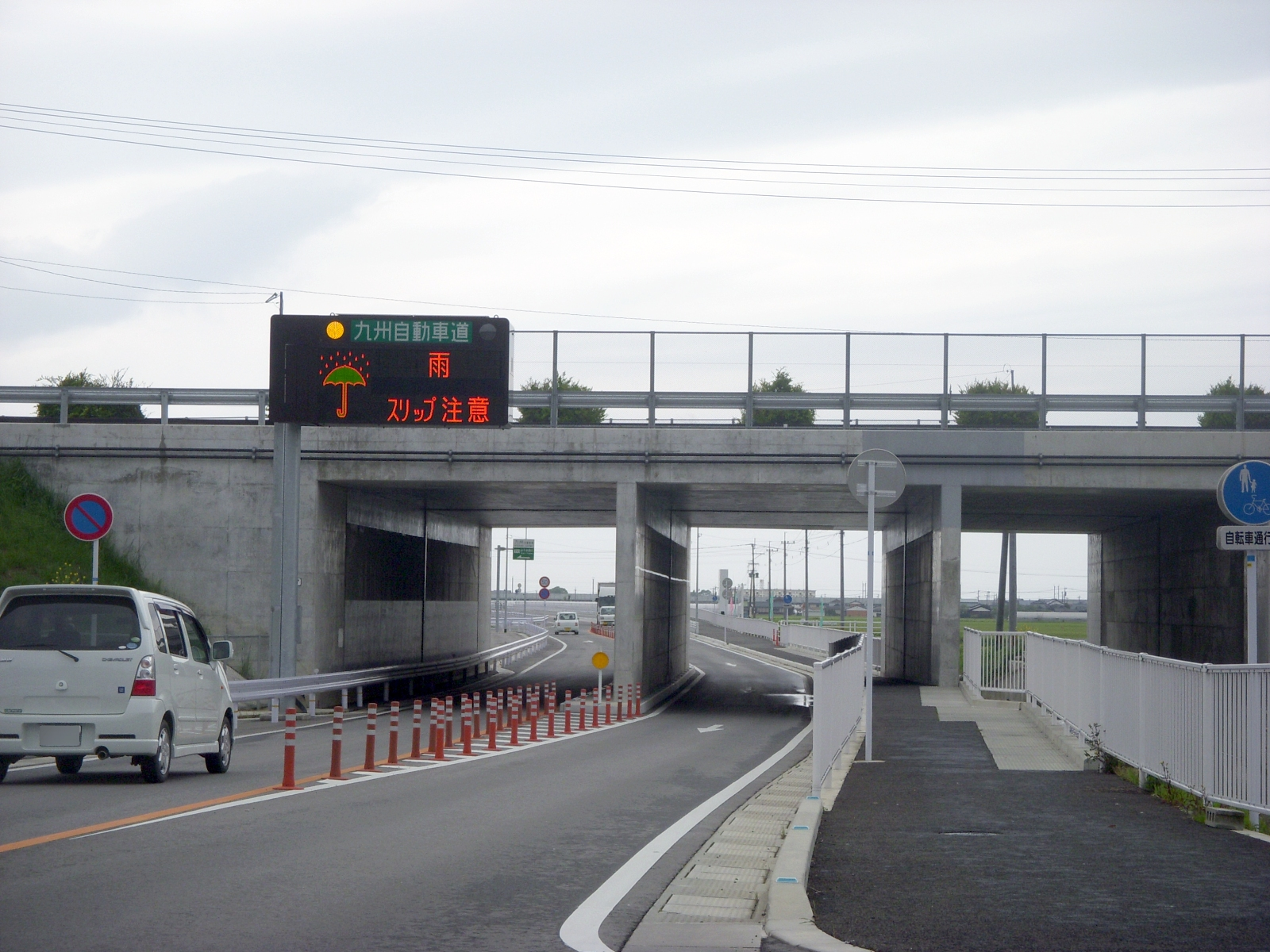
九州自動車道 みやま柳川IC付近の様子（バイパス側）

### 通過する自治体
- みやま市

### 交差する道路
| 交差する道路                           | 交差する場所 | 交差する場所      |
| -------------------------------------- | ------------ | ----------------- |
| 福岡県道774号飯江長田線                | 瀬高町本吉   | 起点              |
| E3 九州自動車道                        | 瀬高町本吉   | 11-1 みやま柳川IC |
| 国道443号 国道443号 / 三橋瀬高バイパス | 瀬高町小川   | 吉井交差点 / 終点 |

### 交差する鉄道
- 九州新幹線

### 沿線
- 清水寺
  - 本坊庭園、五百羅漢
- 清水山
  - 大観望、清水山キャンプ場、清水山荘
- 瀬高自動車学校
- 九州電力瀬高変電所
- 雇用促進住宅瀬高宿舎、瀬高町営東町団地
- JR九州鹿児島本線 瀬高駅（終点付近）
- 道の駅みやま（終点付近）